# Cargo, les hommes perdus
Pour plus de détails, voir Fiche technique et Distribution.
Cargo, les hommes perdus est un film franco-luxembourgeois réalisé par Léon Desclozeaux et sorti en 2010.

## Fiche technique
- Titre : Cargo, les hommes perdus
- Réalisation : Léon Desclozeaux
- Scénario : Léon Desclozeaux et Peter Gelfan (adaptation)
- Photographie : Georges Fromentin
- Son : Jean-François Mabire
- Musique : Serge Roux
- Montage : Claude Reznik
- Production : Les Films du Cargo - Triangle Productions
- Pays :  France -  Luxembourg
- Durée : 93 minutes
- Date de sortie : France - 18 août 2010

## Distribution
- Aurélien Recoing : Buck
- Sukanya Kongkawong : Li
- David La Haye : Jo
- Alain Moussay : Alexandro
- Abel Jafri : Hassan
- Alexandre Medvedev : Maxim
- Morgan Marinne : Titi
- Philippe Crubézy : Pépé
- Jean-Christophe Folly : Houdon
- Geoffrey Giuliano : Enzo
- Kaprice Kea : l'armateur
- John Marengo : le père Saenz